# Moha Ou Hammou Zayani
Moha Ou Hammou Zayani  (in arabo موحى أوحمو الزياني‎?) è un centro abitato e comune rurale del Marocco situato nella provincia di Khénifra, regione di Béni Mellal-Khénifra. Conta una popolazione di 9 286 abitanti (censimento 2014).